# Клос, Виллем
Виллем Клос (Виллем Клоос; нидерл. Willem Johannes Theodorus Kloos, 6 мая 1859, Амстердам — 31 марта 1938, Гаага) — нидерландский поэт, прозаик, литературный критик.

## Биография
Сын портного, ребёнком потерял мать. Отец женился вторично. Закончил классическое отделение филологического факультета Амстердамского университета (1879—1884). Как поэт дебютировал в 1880 году, выступил с манифестом восьмидесятников (1882). Вместе с Альбертом Вервеем, Уиллемом Витзеном, Германом Гортером и другими основал журнал «De Nieuwe Gids» (Новый вожатый, 1885). Нередко публиковался под псевдонимами. Дружил с Жаком Перком.
С 1888 года у Клоса обострились проблемы с психическим здоровьем. Борясь с гомосексуальными наклонностями, он начал пить, лечился, в 1895 году был несколько раз помещён в психиатрическую клинику. В 1900 году женился на писательнице Жанне Рейнеке ван Стуве. В 1918 году был награждён премией Хендрика Толленса за совокупность творчества, в 1935 году избран почётным доктором Амстердамского университета.

## Творчество
Неоромантическая манера Клоса складывалась под воздействием поэзии Китса, Шелли, Августа фон Платена. С начала XX века его «чистая» лирика, под воздействием нарастающей политизации нидерландской литературы, стала терять прямое влияние на современников, однако его лучшие вещи, прежде всего — стихи 1880-х годов, вошли в канон национальной словесности.
На стихи Клоса писал музыку Луи Андриссен.

## Избранные произведения
- Julia. Een verhaal van Sicilië (1885, роман, в соавторстве с А.Вервеем)
- De onbevoegdheid der Hollandsche literaire kritiek (1886, литературно-критические статьи)
- Het boek van kind en God (1888, книга сонетов)
- Verzen (1894, стихотворения)
- Nieuwe verzen (1895, стихотворения)
- Veertien jaar literatuur-geschiedenis, 1880—1893 (1896, литературно-критические статьи)
- Verzen II (1902, стихотворения)
- Verzen III (1913, стихотворения)

## Публикации на русском языке
- [Сонеты]/ Пер. Евг. Витковского// Европейская поэзия XIX века. М.: Художественная литература, 1977, с.517-520

## Награды
- Серебряная Почётная медаль искусств и наук[нидерл.] (Нидерланды).